# متحف كوستاريكا الوطني
متحف كوستاريكا الوطني ويُسمّى أيضًا متحف ناسيونال دي كوستاريكا (بالإسبانية: Museo Nacional de Costa Rica)‏ هو المتحف الوطني لكوستاريكا ويقعُ في العاصمة سان خوسيه في الشارع رقم 17 بين مركز المدينة والشارع الثاني في قلعة بيلَّافيستا على مقربةٍ من الجمعية التشريعية لكوستاريكا. بني المتحف عام 1917 حيثُ كان حينها عبارة عن ثكنات عسكرية؛ ولا تزالُ الجدران الخارجية للمتحف تحتفظُ بعددٍ من الرصاصات التي أُطلقت خلال الحرب الأهلية في البلاد عام 1948.
يؤدي المدخل على الجانب الشرقي إلى فناءٍ يعرض آثارًا ومدافع تعودُ للعصر ما قبل الكولومبي من الفترة الاستعمارية. يتبع القائمون على المتحف «طريق مميّزة» في تنظيمه وتسهيل الوصول لكلّ ما فيه للزوار وذلك من خِلال اتباع اتجاه عقارب الساعة في عرضِ التُحف المتعلِّقة بالتاريخ الجيولوجي والاستعماري والأثري والديني في كوستاريكا. كان لدى المتحف مجموعةٌ بارزةٌ من الطاولات الحجرية التي تعودُ للعصرِ ما قبل الكولومبي بالإضافةِ إلى مواد قديمة مصنوعة من السيراميك وغرفة الذهب (بالإسبانية: Sala de Oro)‏ في البرج الشمالي الشرقي. تحتوي الغرفة الاستعمارية على مجموعةٍ بارزةٍ من الأثاث؛ وهي مصممة لمحاكاة ما عُرف بـ «الأجنحة» في القرن الثامن عشر. يضمُّ المتحف أيضًا معرضًا لجائزة نوبل للسلام لعام 1987 والتي حصل عليها أوسكار آرياس سانشيز وتمثالٌ نصفيّ لخوسيه فيغيريس وحديقة الفراشات في الخارج التي تُعرف باسمِ بلازا دي لا ديموقراطيا.